# 俄勒岡州第一國會選區
俄勒岡州第一國會選區（英語：Oregon's 1st congressional district）是美国俄勒冈州一個國會選區，包括華盛頓縣、克拉特索普縣、揚希爾縣、哥倫比亞縣和姆爾特諾默縣的一部分。波特蘭的西南部屬於本選區。
目前該區的聯邦眾議員為民主黨籍的蘇珊·伯納米奇。